# コレウス・フォルスコリ
コレウス・フォルスコリ（学名：Plectranthus barbatus、シノニム：Coleus forskohlii、C. barbatus）とはインドやネパールに自生するシソ科の植物でインドの伝統医学・アーユルヴェーダにおいて用いられてきたハーブ。低木であり青い花を大量につけ、葉はベルベットのように柔らかい。

## 概要
もともと降圧剤などの高血圧等の症状において用いられてきたものであるが、2005年に本種に含まれるフォルスコリンについて、肥満の男性での顕著な体の引き締まり、骨量およびテストステロンの増加が認められたとする研究が発表され、DHCなどからフォルスコリ抽出物を含有するダイエット食品も販売されるようになった。プラセボ群を含む非ランダム化単盲検法による安全性検証では有意な結果が得られ有害事象も見られなかったとされているが、大規模・高精度な効果の検証は行われておらず、ダイエット効果が医学的に立証されたとは言い難い。かつてはコレウス属（Coleus）に分類されていたが、現在ではPlectranthus属とされている。

## 用途
ケニアでは糸の染色に用いられるほか、キクユ族はモイゴヤ（キクユ語: mũigoya）と呼び、生垣を作るために、また葉をバナナを包んで熟させるために用いたり、トイレットペーパーにあたるものとしても用いたりするほか、ニエリ県では葉を煎じ薬として歯痛や胃の不調、便秘に対して処方するとの報告がある。

## ギャラリー

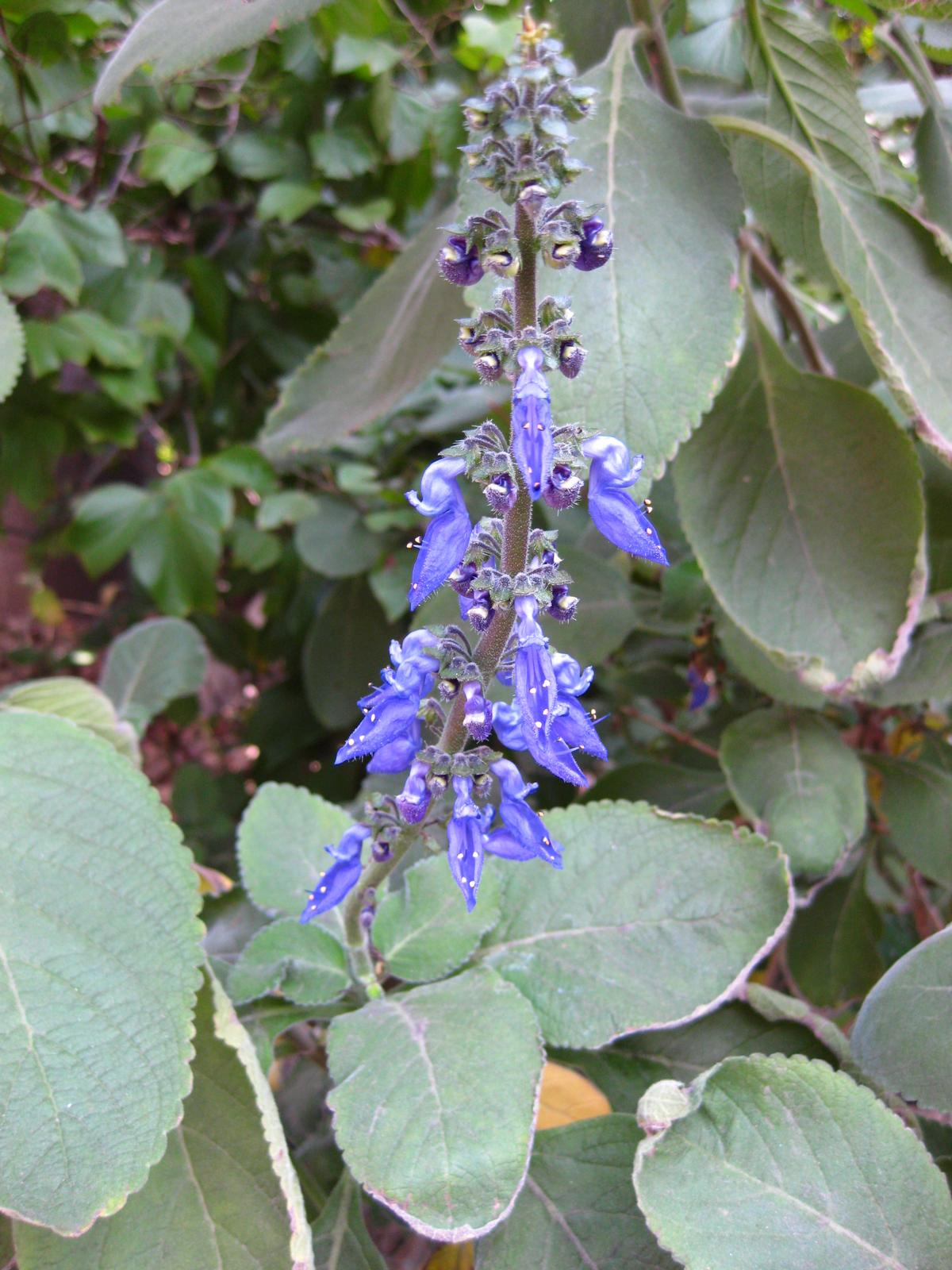
全体
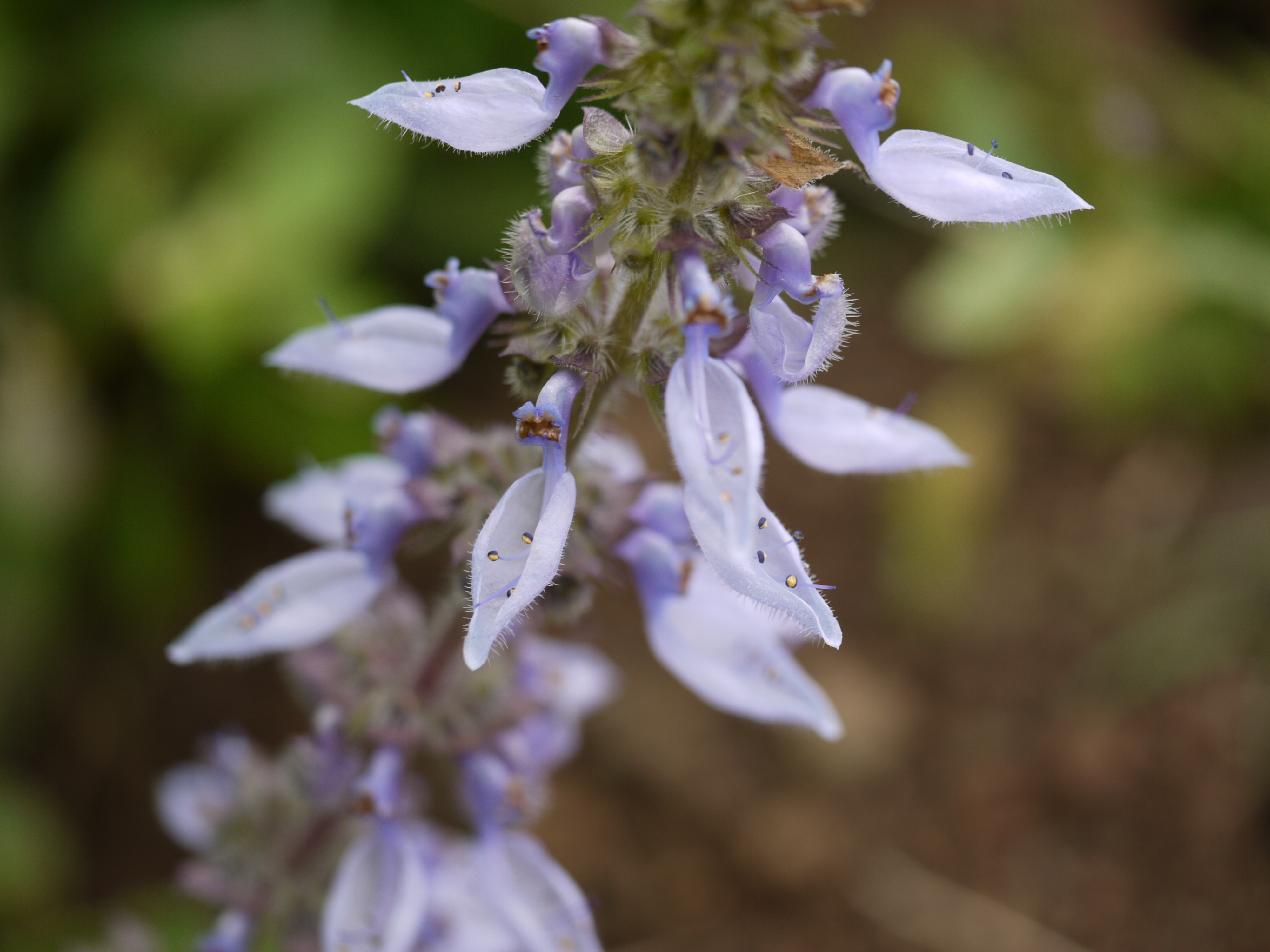
花
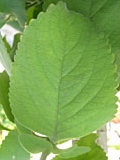
葉